# Asparagus warneckei
Asparagus warneckei är en sparrisväxtart som först beskrevs av Adolf Engler, och fick sitt nu gällande namn av John Hutchinson. Asparagus warneckei ingår i släktet sparrisar, och familjen sparrisväxter. Inga underarter finns listade i Catalogue of Life.